# OK Liga
La OK Liga, denominada Parlem OK Liga debido al patrocinio de Parlem Telecom, es la máxima categoría masculina del sistema de ligas de hockey patines en España y es ampliamente reconocida como una de las mejores ligas del mundo. Está organizada por la RFEP.
Tradicionalmente los equipos catalanes han dominado la competición masculina con la única excepción del gallego Hockey Club Liceo. El club con más títulos es el F. C. Barcelona.

## Historia
Anteriormente existió una Liga Nacional, cuya primera edición (1964-65) ganó el Club Patí Voltregà, a esta primera temporada le siguieron otras cuatro (hasta la 1968-69), ganadas tres de ellas (1965-66, 1966-67 y 1968-69) por el Reus Deportiu y la de 1967-68 en la que se proclamó vencedor el CH Mataró.
La actual denominación de OK Liga se remonta a la temporada 2002-2003, con anterioridad, desde su fundación la temporada 1969-1970, su nombre fue División de Honor de hockey sobre patines.
En la temporada 2019-2020 la Comisión Delegada de la Real Federación Española de Patinaje aprobó una resolución por la que dio por finalizada la competición con el resultado clasificatorio existente en el momento en que se acordó el Estado de Alarma (jornada 25) en relación con la pandemia de la COVID-19.
A partir del 2021 el nombre cambió a Parlem OK Liga, por motivos de patrocinio.

## Sistema de competición
La OK Liga consta de un grupo único integrado por 14 equipos, que se enfrentan todos contra todos en dos ocasiones una en campo propio y otra en campo contrario sumando un total de 30 jornadas. La clasificación final se establece con arreglo a los puntos totales obtenidos por cada equipo al finalizar el campeonato. Los equipos obtienen tres puntos por cada partido ganado, un punto por cada empate y ningún punto por los partidos perdidos.
Los 8 primeros clasificados al finalizar la primera vuelta del campeonato, es decir, tras las primeras 15 jornadas, disputan la Copa del Rey.
Hasta la temporada 2020-2021, al finalizar el campeonato el primer clasificado se proclamaba campeón. Desde la temporada 2021-22 el título se decide en una eliminatoria con los ocho equipos mejor clasificados en la fase regular. Los dos últimos clasificados descienden a la OK Liga Plata, mientras que el 11.º y 12.º disputan una eliminatoria (ida y vuelta) entre sí para decidir la tercera plaza de descenso a la OK Liga Plata.

## Historial
| Edición | Año  | Grupos | Equipos | Primero       | Segundo       | Tercero           | Cuarto            |
| ------- | ---- | ------ | ------- | ------------- | ------------- | ----------------- | ----------------- |
| I       | 1970 | 1      | 14      | Reus Deportiu | CE Noia       | RCD Español       | CH Mataró         |
| II      | 1971 | 1      | 14      | Reus Deportiu | CE Noia       | CP Voltregà       | CE Arenys de Munt |
| III     | 1972 | 1      | 14      | Reus Deportiu | FC Barcelona  | CE Noia           | HC Sentmenat      |
| IV      | 1973 | 1      | 14      | Reus Deportiu | HC Sentmenat  | CE Arenys de Munt | CP Voltregà       |
| V       | 1974 | 1      | 14      | FC Barcelona  | CP Voltregà   | Reus Deportiu     | CH Cerdanyola     |
| VI      | 1975 | 1      | 14      | CP Voltregà   | FC Barcelona  | CH Cerdanyola     | Reus Deportiu     |
| VII     | 1976 | 1      | 14      | CP Voltregà   | CP Vilanova   | FC Barcelona      | Reus Deportiu     |
| VIII    | 1977 | 1      | 14      | FC Barcelona  | Reus Deportiu | CP Voltregà       | CP Vilanova       |
| IX      | 1978 | 1      | 14      | FC Barcelona  | CP Voltregà   | Reus Deportiu     | CP Vic            |
| X       | 1979 | 1      | 14      | FC Barcelona  | Reus Deportiu | HC Sentmenat      | CP Vic            |
| XI      | 1980 | 1      | 16      | FC Barcelona  | CP Tordera    | Reus Deportiu     | CP Vic            |
| XII     | 1981 | 1      | 16      | FC Barcelona  | CE Noia       | HC Liceo          | Reus Deportiu     |
| XIII    | 1982 | 1      | 16      | FC Barcelona  | HC Liceo      | CP Cibeles        | HC Sentmenat      |
| XIV     | 1983 | 1      | 16      | HC Liceo      | FC Barcelona  | Reus Deportiu     | CE Noia           |
| XV      | 1984 | 1      | 16      | FC Barcelona  | CP Tordera    | HC Liceo          | Reus Deportiu     |
| XVI     | 1985 | 1      | 14      | FC Barcelona  | HC Liceo      | CE Noia           | CP Cibeles        |
| XVII    | 1986 | 1      | 14      | HC Liceo      | FC Barcelona  | CE Noia           | CP Tordera        |
| XVIII   | 1987 | 1      | 14      | HC Liceo      | FC Barcelona  | CE Noia           | HC Piera          |
| XIX     | 1988 | 1      | 14      | CE Noia       | HC Liceo      | Igualada HC       | FC Barcelona      |
| XX      | 1989 | 2      | 16      | Igualada HC   | HC Liceo      | FC Barcelona      | Reus Deportiu     |
| XXI     | 1990 | 2      | 16      | HC Liceo      | Igualada HC   | CAA Dominicos     | CE Noia           |
| XXII    | 1991 | 2      | 16      | HC Liceo      | Igualada HC   | HC Piera          | Reus Deportiu     |
| XXIII   | 1992 | 2      | 16      | Igualada HC   | HC Liceo      | FC Barcelona      | Reus Deportiu     |
| XXIV    | 1993 | 1      | 12      | HC Liceo      | Igualada HC   | Reus Deportiu     | CP Flix           |
| XXV     | 1994 | 1      | 12      | Igualada HC   | FC Barcelona  | HC Liceo          | CP Tordera        |
| XXVI    | 1995 | 2      | 16      | Igualada HC   | FC Barcelona  | Reus Deportiu     | HC Liceo          |
| XXVII   | 1996 | 2      | 16      | FC Barcelona  | HC Liceo      | Reus Deportiu     | Igualada HC       |
| XXVIII  | 1997 | 2      | 16      | Igualada HC   | FC Barcelona  | CP Vic            | CP Vilafranca     |
| XXIX    | 1998 | 1      | 16      | FC Barcelona  | CP Vic        | Igualada HC       | Reus Deportiu     |
| XXX     | 1999 | 1      | 16      | FC Barcelona  | HC Liceo      | Igualada HC       | Reus Deportiu     |
| XXXI    | 2000 | 1      | 16      | FC Barcelona  | HC Liceo      | Igualada HC       | Reus Deportiu     |
| XXXII   | 2001 | 1      | 16      | FC Barcelona  | CP Vic        | CE Noia           | Reus Deportiu     |
| XXXIII  | 2002 | 1      | 16      | FC Barcelona  | Igualada HC   | HC Liceo          | CE Noia           |
| XXXIV   | 2003 | 1      | 16      | FC Barcelona  | CE Noia       | CP Vic            | Reus Deportiu     |
| XXXV    | 2004 | 1      | 16      | FC Barcelona  | Igualada HC   | Reus Deportiu     | HC Liceo          |
| XXXVI   | 2005 | 1      | 16      | FC Barcelona  | Reus Deportiu | CE Noia           | CP Vic            |
| XXXVII  | 2006 | 1      | 16      | FC Barcelona  | Reus Deportiu | CP Vic            | Igualada HC       |
| XXXVIII | 2007 | 1      | 16      | FC Barcelona  | Reus Deportiu | HC Liceo          | CE Noia           |
| XXXIX   | 2008 | 1      | 16      | FC Barcelona  | Reus Deportiu | HC Liceo          | CE Noia           |
| XL      | 2009 | 1      | 16      | FC Barcelona  | HC Liceo      | CP Vic            | Reus Deportiu     |
| XLI     | 2010 | 1      | 16      | FC Barcelona  | HC Liceo      | CP Vic            | Reus Deportiu     |
| XLII    | 2011 | 1      | 14      | Reus Deportiu | HC Liceo      | FC Barcelona      | CE Noia           |
| XLIII   | 2012 | 1      | 14      | FC Barcelona  | HC Liceo      | CE Noia           | Igualada HC       |
| XLIV    | 2013 | 1      | 16      | HC Liceo      | FC Barcelona  | CE Vendrell       | Reus Deportiu     |
| XLV     | 2014 | 1      | 16      | FC Barcelona  | HC Liceo      | CP Vic            | Reus Deportiu     |
| XLVI    | 2015 | 1      | 16      | FC Barcelona  | HC Liceo      | CE Vendrell       | CP Vic            |
| XLVII   | 2016 | 1      | 16      | FC Barcelona  | CP Vic        | HC Liceo          | Reus Deportiu     |
| XLVIII  | 2017 | 1      | 16      | FC Barcelona  | Reus Deportiu | HC Liceo          | CP Vic            |
| XLIX    | 2018 | 1      | 16      | FC Barcelona  | HC Liceo      | Reus Deportiu     | CE Noia           |
| L       | 2019 | 1      | 16      | FC Barcelona  | HC Liceo      | Reus Deportiu     | CE Noia           |
| LI      | 2020 | 1      | 14      | FC Barcelona  | HC Liceo      | CE Noia           | Reus Deportiu     |
| LII     | 2021 | 1      | 16      | FC Barcelona  | HC Liceo      | CH Caldes         | Reus Deportiu     |
| LIII    | 2022 | 1      | 14      | HC Liceo      | Reus Deportiu | FC Barcelona      | CE Noia           |
| LIV     | 2023 | 1      | 14      | FC Barcelona  | HC Liceo      | CP Calafell       | Reus Deportiu     |
| LV      | 2024 | 1      | 14      | FC Barcelona  | CE Noia       | HC Liceo          | Reus Deportiu     |
| LVI     | 2025 | 1      | 14      | FC Barcelona  | HC Liceo      | Reus Deportiu     | CP Calafell       |

## Palmarés
| Club                  | Títulos | Temporadas campeón |
| --------------------- | ------- | --- |
| F. C. Barcelona       | 35      | 1973/74, 1976/77, 1977/78, 1978/79, 1979/80, 1980/81, 1981/82, 1983/84, 1984/85, 1995/96, 1997/98, 1998/99, 1999/00, 2000/01, 2001/02, 2002/03, 2003/04, 2004/05, 2005/06, 2006/07, 2007/08, 2008/09, 2009/10, 2011/12, 2013/14, 2014/15, 2015/16, 2016/17, 2017/18, 2018/19, 2019/20, 2020/21, 2022/23, 2023/24, 2024/25 |
| HC Liceo de La Coruña | 8       | 1982/83, 1985/86, 1986/87, 1989/90, 1990/91, 1992/93, 2012/13, 2021/22 |
| Igualada HC           | 5       | 1988/89, 1991/92, 1993/94, 1994/95, 1996/97 |
| Reus Deportiu         | 5       | 1969/70, 1970/71, 1971/72, 1972/73, 2010/11 |
| CP Voltregà           | 2       | 1974/75, 1975/76 |
| CE Noia               | 1       | 1987/88 |

## Equipos participantes
Relación de los equipos participantes en la OK Liga (anteriormente llamada División de Honor) a lo largo de su historia, indicando el año de su primera participación y el número de temporadas disputadas en esta categoría. Actualizado a la temporada 2025/26.
| Club                        | Localidad                | Debut | Temporadas |
| --------------------------- | ------------------------ | ----- | ---------- |
| Reus Deportiu               | Reus                     | 1969  | 17         |
| Club Esportiu Noia          | San Sadurní de Noya      | 1969  | 17         |
| Real Club Deportivo Español | Barcelona                | 1969  | 3          |
| Club Hoquei Mataró          | Mataró                   | 1969  | 4          |
| Club Patí Voltregà          | San Hipólito de Voltregá | 1969  | 17         |
| Club d'Esports Vendrell     | El Vendrell              | 1969  | 7          |
| Fútbol Club Barcelona       | Barcelona                | 1969  | 17         |
| Club d'Hoquei Cerdanyola    | Sardañola del Vallés     | 1969  | 17         |
| CE Arenys de Munt           | Arenys de Munt           | 1969  | 12         |
| Club Natació Reus Ploms     | Reus                     | 1969  | 11         |
| Hockey Club Sentmenat       | Senmanat                 | 1969  | 15         |
| Igualada Hoquei Club        | Igualada                 | 1969  | 6          |
| Club Patín Vilanova         | Villanueva y Geltrú      | 1969  | 9          |
| U.D. Coma Cros Salt         | Salt                     | 1969  | 1          |
| Club Deportivo Femsa Madrid | Madrid                   | 1970  | 3          |
| Club Patí Vic               | Vich                     | 1970  | 13         |
| Club Atlético Montemar      | Alicante                 | 1971  | 4          |
| Club Patín Calafell         | Calafell                 | 1971  | 5          |
| Sferic Terrassa             | Tarrasa                  | 1972  | 8          |
| Club Hoquei Caldes          | Caldas de Montbui        | 1973  | 6          |
| Club Patín Cibeles          | Oviedo                   | 1974  | 12         |
| Centre d'Esports Sabadell   | Sabadell                 | 1974  | 1          |
| Club Patín Mieres           | Mieres                   | 1975  | 4          |
| Club Patín Claret           | Sevilla                  | 1975  | 4          |
| Club Patí Tordera           | Tordera                  | 1979  | 7          |
| Hockey Club Liceo           | La Coruña                | 1979  | 7          |
| Club Patí Vilafranca        | Villafranca del Panadés  | 1979  | 1          |
| Mollet Hoquei Club          | Mollet del Vallès        | 1980  | 6          |
| Club Patín Alcobendas       | Alcobendas               | 1980  | 4          |
| C.A.A. Dominicos            | La Coruña                | 1980  | 3          |
| Real Club Jolaseta          | Guecho                   | 1981  | 1          |
| Club Patín Tenerife         | Santa Cruz de Tenerife   | 1982  | 1          |
| H.C. Ripoll                 | Ripoll                   | 1982  | 2          |
| H.C. Piera                  | Piera                    | 1983  | 3          |
| C.E. Molins de Rei          | Molins de Rey            | 1983  | 1          |